# قوه مقننه ایالت واشینگتن

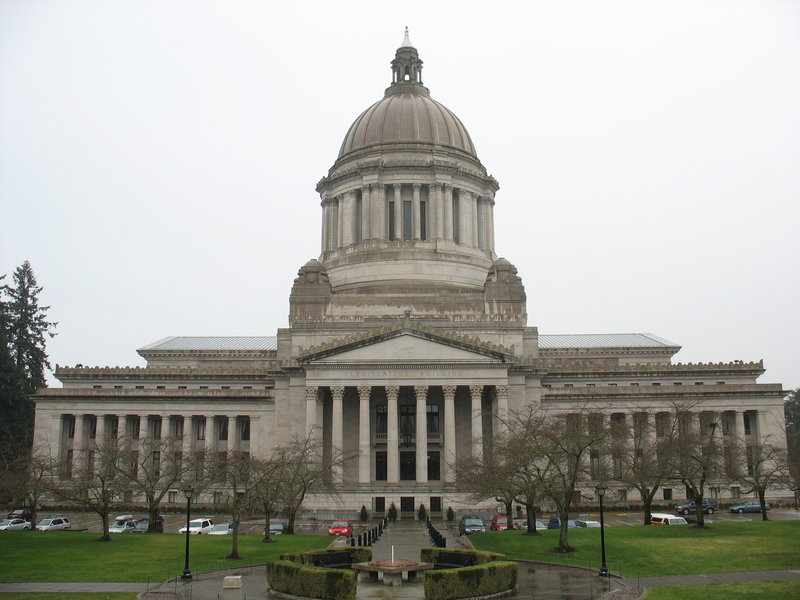
مجلس قانونگذاری ایالت واشینگتن در ساختمان قانونگذاری در محوطه کنگره ایالت واشینگتن در المپیا تشکیل جلسه می‌دهد.

قوه مقننه ایالت واشینگتن، دارای مجلس‌های قانونگذاری این ایالت است. این قوه دو مجلسی است که شامل مجلس نمایندگان واشینگتن، متشکل از ۹۸ نماینده، و مجلس سنای ایالت واشینگتن، متشکل ۴۹ سناتور به علاوه معاون فرماندار به عنوان رئیس مجلس تشکیل شده‌است. این ایالت به ۴۹ ناحیه برای نمایندگی تقسیم شده‌است که هر کدام یک سناتور و دو نماینده را انتخاب می‌کنند.
مجالس قانونگذاری ایالتی در ساختمان کاپیتول ایالت واشینگتن در المپیا برگزار می‌شود.